# Мішель Родрігес
Ме́йте Міше́ль Родрі́гес (англ. Mayte Michelle Rodriguez; нар. 12 липня 1978, Сан-Антоніо, Техас) — американська акторка. Найбільш відома роллю Ани-Люсії Кортес в серіалі «Загублені», а також з фільмів «Форсаж», «S.W.A.T.», «Оселя зла», «Аватар», «Мачете».

## Біографія
Народилася в штаті Техас, батько-пуерториканець Рафаель Родрігес, служив в Армії США, мати, Кармен Міладі Пейред, уродженка Домініканської Республіки; батьки розлучилися в 1986 році. В неї 10 рідних і напіврідних братів та сестер. Мішель частково виховувала її глибоко релігійна бабуся віри Свідків Єгови (релігія її матері), але Мішель пізніше відмовилась від цього віросповідання.
Родрігес переїхала на два роки в Домініканську республіку з матір'ю, коли їй було 8 років, а потім проживала в Пуерто-Рико до 11; потім вони поселилися у Джерсі-Сіті, Нью-Джерсі. Мішель залишила школу в 17 років, але пізніше повернулася і отримала атестат. Трохи відвідувала бізнес-школу з метою стати режисеркою і письменницею.

## Кар'єра
Мішель Родрігес знімалася в масовці, поки не відвідала кастинг на малобюджетний незалежний фільм «Жіночий бій». Обійшовши 350 кандидаток, Родрігес виконала роль Діани Гузмен, проблемної підлітки, що переключає свою агресію на тренування боксом. Фільм вийшов в 2000 році і гру Родрігес помітили як критика, так і аудиторія.
Внаслідок отримала примітні ролі в інших вдалих фільмах, включаючи «Форсаж» і «Обитель зла». У 2002 році отримала 34 місце в списку 100 найсексуальніших жінок за версією журналу Maxim.
У 2004 Родрігес брала участь в озвучуванні гри «Halo 2». Також озвучувала Ліз Рікарро в серіалі «IGPX» каналу Cartoon Network. У 2005 і 2006 зіграла жорстоку поліцейську Ану-Люсію Кортес в телесеріалі «Загублені». Повідомляють, що її персонажка була вбита через розбіжності з творцями. Вона поверталась у серіал в 2009 і 2010 році.

## Особисте життя
На початку 2000 року розірвала стосунки зі своїм партнером-мусульманином через релігійні вимоги з його боку. На зйомках фільму «Форсаж» мала роман з Віном Дізелем в 2001 році.
У 2014 році мала роман з моделлю Карою Делевінь.
На періодичні питання про сексуальну орієнтацію Родрігес повідомила, що не лесбійка, хоча «мала експерименти з обома статями». В іншому інтерв'ю описала себе як бісексуалку.
Любить кататися на ковзанах і грає на піаніно.

### Проблеми з законом
- В березні 2002 Родрігес була заарештована і звинувачена в нападі на свою сусідку по кімнаті.[16]
- В листопаді 2003 Родрігес була викликана в суд в звинуваченні в двох дорожніх пригодах: 22 липня вона залишила місце ДТП, збивши мотоцикліста. А 4 листопада перевищила швидкість при переїзді через перехрестя, перебуваючи в нетверезому стані. В обох випадках в неї на деякий час призупиняли дію водійських прав[17] В червні 2004 постала перед судом в Лос-Анджелесі з небажанням оскаржувати ці три звинувачення: залишення місця ДТП, їзда в нетверезому стані і водіння з призупиненими водійськими правами. ЇЇ посадили в в'язницю на 48 годин і приписали виконувати суспільні роботи в двох моргах і лікарнях Нью-Йорку. Завершивши тримісячну програму лікування від алкоголізму, вона отримала випробувальний термін на 3 роки.
- У 2005 під час зйомок «Загублені» на Гаваях Родрігес була багаторазово зупинена та оштрафована поліцією Гонолулу: вона їхала зі швидкістю 83 милі/годину замість дозволених 55. 1 листопада вона була оштрафована на $357, заплатила $300 штрафу за перевищення швидкості (90 при дозволеній 35) 20 жовтня, а також була оштрафована на $197 за їзду зі швидкістю 80 миль на годину при дозволених 50 24 серпня.[18]
- Родрігес і її колега за серіалом «Lost» Синтія Вотрос, яка їхала на іншій машині, були зупинені і арештовані ранком 1 грудня 2005 на Гаваях, обоє провалили тести на вміст алкоголю. Їм довелось заплатити заставу $500.[19] Поліцейські знімки були викладені на сайті Smoking Gun.[20] Родрігес зверталась з проханням не висувати звинувачення[21], але в квітні 2006 вона предстала перед судом за водіння в нетверезому стані. Вона вибрала штраф $500 і 5 днів в тюрьмі замість 240 годин суспільних робіт.[22] Протягом травня 2006 в інтерв'ю телекомпанії ABC в Шоу «Good Morning America», Родрігес сказала, що суворі випробування примушують її дорослішати. Обставини того, що вона і Синтія Уотрос були вбиті в серіалі, сприйнялися багатьма фанатами, як результат їхнього арешту, але Родрігес і продюсери заявили, що їхній вихід із шоу був запланований ще на початку сезону, а арешти — це тільки збіг.
- В зв'язку з тим, що інцидент на Гаваях є порушенням її лос-анджелеського випробувального терміну, Родрігес була засуджена до тюремному ув'язнення на 60 днів і 30-денній програмі з лікування від алкогольної залежності, а також до 30 днів громадських робіт 1 травня 2006.[23] В зв'язку з переповненням в'язниці, вона була звільнена в той же день, коли сіла. В червні 2006 їй довелось виконувати постанову суду, тобто займатися громадськими роботами[24]

## Фільмографія
| Рік       |    | Українська назва                         | Оригінальна назва            | Роль                      |
| --------- | -- | ---------------------------------------- | ---------------------------- | ------------------------- |
| 2000      | ф  | Жіночий бій                              | Girlfight                    | Діана Гузман              |
| 2001      | ф  | Зіткнення в Нью-Йорку                    | 3 A.M.                       | Сальгадо                  |
| 2001      | ф  | Форсаж                                   | The Fast and the Furious     | Летті Ортіс               |
| 2002      | ф  | Оселя зла                                | Resident Evil                | Рейн Окампо               |
| 2002      | ф  | Блакитна хвиля                           | Blue Crush                   | Іден                      |
| 2003      | ф  | S.W.A.T.: Спецназ міста янголів          | S.W.A.T.                     | Кріс Санчес               |
| 2003      | вг | True Crime: Streets of LA                | True Crime: Streets of LA    | Розі Веласко              |
| 2004      | вг | Driv3r                                   | Driv3r                       | Каліта                    |
| 2004      | вг | Halo 2                                   | Halo 2                       | морський піхотинець       |
| 2004      | ф  | Контроль                                 | Control                      | Тереза                    |
| 2005      | мс |                                          | IGPX: Immortal Grand Prix    | Ліз Рікарро               |
| 2005—2010 | с  | Загублені                                | Lost                         | Ана-Лусія Кортес          |
| 2005      | ф  | Бладрейн                                 | BloodRayne                   | Катаріна                  |
| 2006      | ф  | Зграя                                    | The Breed                    | Нікі                      |
| 2007      | ф  | Битва у Сіетлі                           | Battle in Seattle            | Лу                        |
| 2008      | ф  | Нічні сади                               | Gardens of the Night         | Люсі (жінка у автомобілі) |
| 2008      | мф | Казка для кішок                          | A Cat's Tale                 | Ююба                      |
| 2009      | кф | Бандити                                  | Los Bandoleros               | Летті Ортіс               |
| 2009      | вг | Avatar: The Game                         | Avatar: The Game             | Труді Чаксон              |
| 2009      | ф  | Форсаж 4                                 | Fast & Furious               | Летті Ортіс               |
| 2009      | ф  | Аватар                                   | Avatar                       | Труді Чаксон              |
| 2010      | ф  | Кривавий тропік                          | Tropico de Sangre            | Мінерва Мірабаль          |
| 2010      | ф  | Мачете                                   | Machete                      | Лус                       |
| 2011      | ф  | Глобальне вторгнення: Битва Лос-Анджелес | Battle: Los Angeles          | сержант Єлена Сантос      |
| 2011      | ф  | Блектіно                                 | Blacktino                    | Шарлотта Фостер Джейн     |
| 2011      | с  | Основи студентського гумору              | CollegeHumor Originals       | Джессіка                  |
| 2012      | вг | Call of Duty: Black Ops II               | Call of Duty: Black Ops II   | солдат                    |
| 2012      | ф  | Оселя зла: Відплата                      | Resident Evil: Retribution   | Рейн Окампо               |
| 2013      | ф  | Непристойна комедія                      | InAPPropriate Comedy         | Гаррієт                   |
| 2013      | ф  | Форсаж 6                                 | Fast & Furious 6             | Летті Ортіс               |
| 2013      | ф  | Мачете вбиває                            | Machete Kills                | Лус                       |
| 2013      | мф | Турбо                                    | Turbo                        | Паз                       |
| 2014      | кф |                                          | 1%ERS                        | Олівія                    |
| 2014      | кф |                                          | Second Act                   | Олівія                    |
| 2015      | кф | Форсаж: Перевантаження                   | Fast & Furious: Supercharged | Летті Ортісу              |
| 2015      | ф  | Форсаж 7                                 | Fast & Furious 7             | Летті Ортіс               |
| 2016      | ф  |                                          | The Assignment               | Френк Кітчен / Томбой     |
| 2017      | мф | Смурфики: Загублене містечко             | Smurfs: The Lost Village     | Шторм                     |
| 2017      | ф  | Форсаж 8                                 | The Fate of the Furious      | Летті Ортіс               |
| 2018      | ф  | Вдови                                    | Widows                       | Лінда Переллі             |
| 2019      | ф  | Аліта: Бойовий ангел                     | Alita: Battle Angel          | Гельда                    |
| 2020      | ф  |                                          | She Dies Tomorrow            | Скай                      |
| 2021      | ф  |                                          | Crisis                       | Гаррет                    |
| 2021      | ф  | Форсаж 9                                 | Fast & Furious 9             | Летті Ортіс               |
| 2023      | ф  | Підземелля драконів                      | Dungeons & Dragons           | Хольга                    |
| 2023      | ф  | Форсаж 10                                | Fast X                       | Летті Ортіс               |
| 2026      | ф  | Форсаж 11                                | Fast & Furious 11            | Летті Ортіс               |